# Aeroportul Bakel
Aeroportul Bakel (IATA: BXE, ICAO: GOTB) este un aeroport din Senegal ce deservește zona Bakel⁠(d). A fost numit după zona deservită.
Situat la o altitudine de 30 m, aeroportul dispune de 1 pistă.

## Infrastructură

### Piste
Aeroportul dispune de o singură pistă. Pista 07/25 are suprafața de Macadam. 